# Arrondissement Sartène
Das Arrondissement Sartène (korsisch circundariu di Sartè) ist eine Verwaltungseinheit des französischen Départements Corse-du-Sud in der Region Korsika. Hauptort (Sitz der Unterpräfektur) ist Sartène.
Im Arrondissement liegen vier Wahlkreise (Kantone) und 43 Gemeinden.

## Wahlkreise
- Kanton Bavella
- Kanton Grand Sud
- Kanton Sartenais-Valinco
- Kanton Taravo-Ornano (mit 5 von 34 Gemeinden)

## Gemeinden
Die Gemeinden des Arrondissements Sartène sind:
| 1. Altagène (2A011)                | 2. Arbellara (2A018)           | 3. Argiusta-Moriccio (2A021)        | 4. Aullène (2A024)                |
| 5. Belvédère-Campomoro (2A035)     | 6. Bilia (2A038)               | 7. Bonifacio (2A041)                | 8. Carbini (2A061)                |
| 9. Cargiaca (2A066)                | 10. Casalabriva (2A071)        | 11. Conca (2A092)                   | 12. Figari (2A114)                |
| 13. Foce (2A115)                   | 14. Fozzano (2A118)            | 15. Giuncheto (2A127)               | 16. Granace (2A128)               |
| 17. Grossa (2A129)                 | 18. Lecci (2A139)              | 19. Levie (2A142)                   | 20. Loreto-di-Tallano (2A146)     |
| 21. Mela (2A158)                   | 22. Moca-Croce (2A160)         | 23. Monacia-d’Aullène (2A163)       | 24. Olmeto (2A189)                |
| 25. Olmiccia (2A191)               | 26. Petreto-Bicchisano (2A211) | 27. Pianottoli-Caldarello (2A215)   | 28. Porto-Vecchio (2A247)         |
| 29. Propriano (2A249)              | 30. Quenza (2A254)             | 31. Sainte-Lucie-de-Tallano (2A308) | 32. San-Gavino-di-Carbini (2A300) |
| 33. Santa-Maria-Figaniella (2A310) | 34. Sari-Solenzara (2A269)     | 35. Sartène (2A272)                 | 36. Serra-di-Scopamène (2A278)    |
| 37. Sollacaro (2A284)              | 38. Sorbollano (2A285)         | 39. Sotta (2A288)                   | 40. Viggianello (2A349)           |
| 41. Zérubia (2A357)                | 42. Zonza (2A362)              | 43. Zoza (2A363)                    |                                   |